# Bois de Païolive et Basse Vallée du Chassezac
Bois de Païolive et Basse Vallée du Chassezac este o arie protejată (sit de importanță comunitară — SCI) din Franța întinsă pe o suprafață de 6.217 ha, integral pe uscat.

## Localizare
Centrul sitului Bois de Païolive et Basse Vallée du Chassezac este situat la coordonatele 44°25′12″N 4°13′26″E / 44.4201°N 4.2239°E.

## Înființare
Situl Bois de Païolive et Basse Vallée du Chassezac a fost declarat arie specială de conservare în baza directivei 92/43 din 1992 referitoare la conservarea habitatelor naturale și a faunei și florei sălbatice pentru a proteja 25 de specii de animale.

## Biodiversitate
Situată în ecoregiunea mediteraneană, aria protejată conține 19 habitate naturale: Râuri mediteraneene cu debit intermitent, cu specii de Paspalo-Agrostidion, Pajiști uscate seminaturale și facies de acoperire cu tufișuri pe substraturi calcaroase (Festuco-Brometalia) (* situri importante pentru orhidee), Păduri de Quercus ilex și Quercus rotundifolia, Pajiști carstice calcaroase sau bazofile, de Alysso-Sedion albi, Lespezi calcaroase, Pante stâncoase calcaroase cu vegetație casmofită, Râuri cu maluri nămoloase cu vegetație de Chenopodion rubri p.p. și Bidention p.p., Ape puternic oligomezotrofe cu vegetație bentonică cu Chara spp., Pajiști umede mediteraneene cu ierburi înalte de Molinio-Holoschoenion, Izvoare petrifiante cu formare de travertin (Cratoneurion), Formațiuni stabile xerotermofile de Buxus sempervirens pe pante stâncoase (Berberidion p.p.), Matorral arborescenți cu Juniperus spp., Pseudostepă cu ierburi și specii anuale de Thero-Brachypodietea, Galerii de Salix alba și de Populus alba, Râuri mediteraneene cu debit permanent cu specii de Paspalo-Agrostidion și galerii riverane de Salix și de Populus alba, Iazuri temporare mediteraneene, Grohotișuri termofile și vest-mediteraneene, Peșteri inaccesibile publicului, Râuri mediteraneene cu debit permanent și vegetație de Glaucium flavum.
La baza desemnării sitului se află mai multe specii protejate:
- mamifere (8): castor (Castor fiber), vidră de râu (Lutra lutra), liliac cu aripi lungi (Miniopterus schreibersii), liliac cu urechi de șoarece (Myotis blythii), liliac cărămiziu (Myotis emarginatus), liliac comun (Myotis myotis), liliacul mediteranean cu potcoavă (Rhinolophus euryale), liliacul mare cu potcoavă (Rhinolophus ferrumequinum)
- nevertebrate (10): Austropotamobius pallipes, croitorul mare al stejarului (Cerambyx cerdo), Coenagrion mercuriale, fluturele de noapte (Eriogaster catax), Euplagia quadripunctaria, rădașcă (Lucanus cervus), Macromia splendens, Osmoderma eremita, Oxygastra curtisii, Rosalia alpina
- pești (6): Barbus meridionalis, zglăvoacă (Cottus gobio), cicar (Lampetra planeri), Parachondrostoma toxostoma, clean dungat (Telestes souffia), Zingel asper
- reptile (1): țestoasa de baltă (Emys orbicularis)

Pe lângă speciile protejate, pe teritoriul sitului au mai fost identificate 9 specii de plante, 1 specie de păsări, 4 specii de amfibieni, 10 specii de nevertebrate, 1 specie de pești, 7 specii de reptile.